# Pedro Porter y Casanate
Pedro Porter y Casanate (Saragossa, ~1610 - Concepción, Xile, 1662) fou un marí i explorador aragonès al servei de la Corona de Castella. Va entrar a la carrera militar servint a l’Armada Real el 1624, i va prendre part a diversos conflictes bèl·lics de l'època, lluitant per Felip IV de Castella al Setge d'Hondarribia de 1638 i durant la guerra dels Segadors, a les costes de Catalunya entre 1641 i 1642. Havia estat a Amèrica el 1635 i 1636, i feu diverses expedicions a la península californiana entre 1648 i 1651, en les que deduí que era una illa. Més tard fou Governador de Xile entre 1656 i 1660.

## Obra
Considerat com un expert en matèria naval, els seus tractats foren apreciats a la seva època.
Va escriure diverses obres:
- Diccionario náutico,
- Hidrografía general,
- Arte de navegar,
- Reparo a errores de la navegación española.

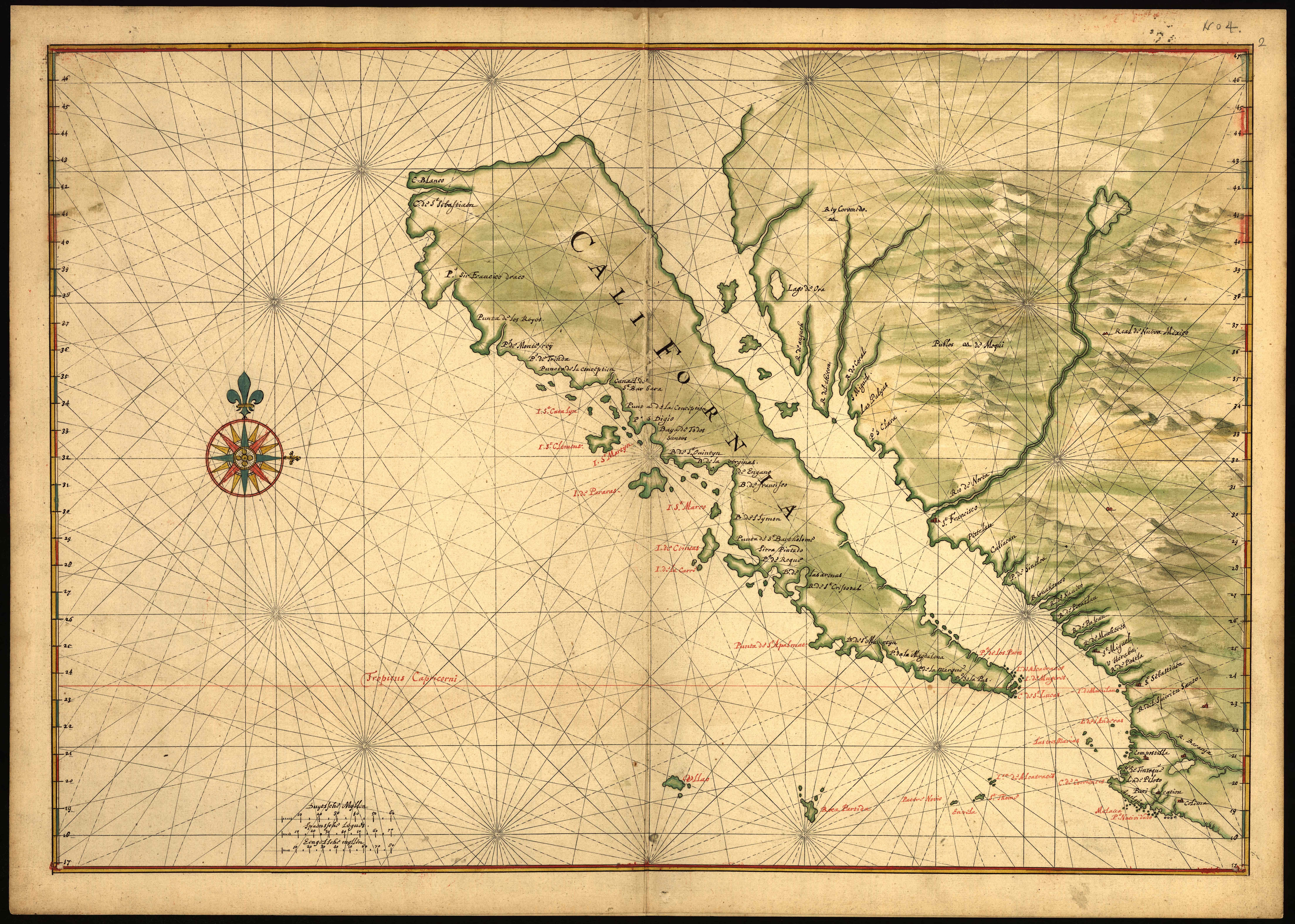
Califòrnia a l'any 1650 representada com una illa.